# Салерни, Джованни Баттиста
Джованни Баттиста Салерни (итал. Giovanni Battista Salerni; 24 июня 1671, Козенца, Неаполитанское королевство — 30 января 1729, Рим, Папская область) — итальянский куриальный кардинал, иезуит. Кардинал-священник с 29 ноября 1719, с титулом церкви Санта-Приска с 16 сентября 1720 по 20 февраля 1726. Кардинал-священник с титулом церкви Санто-Стефано-аль-Монте-Челио с 20 февраля 1726 по 30 января 1729.